# Lijst van rivieren in Oregon

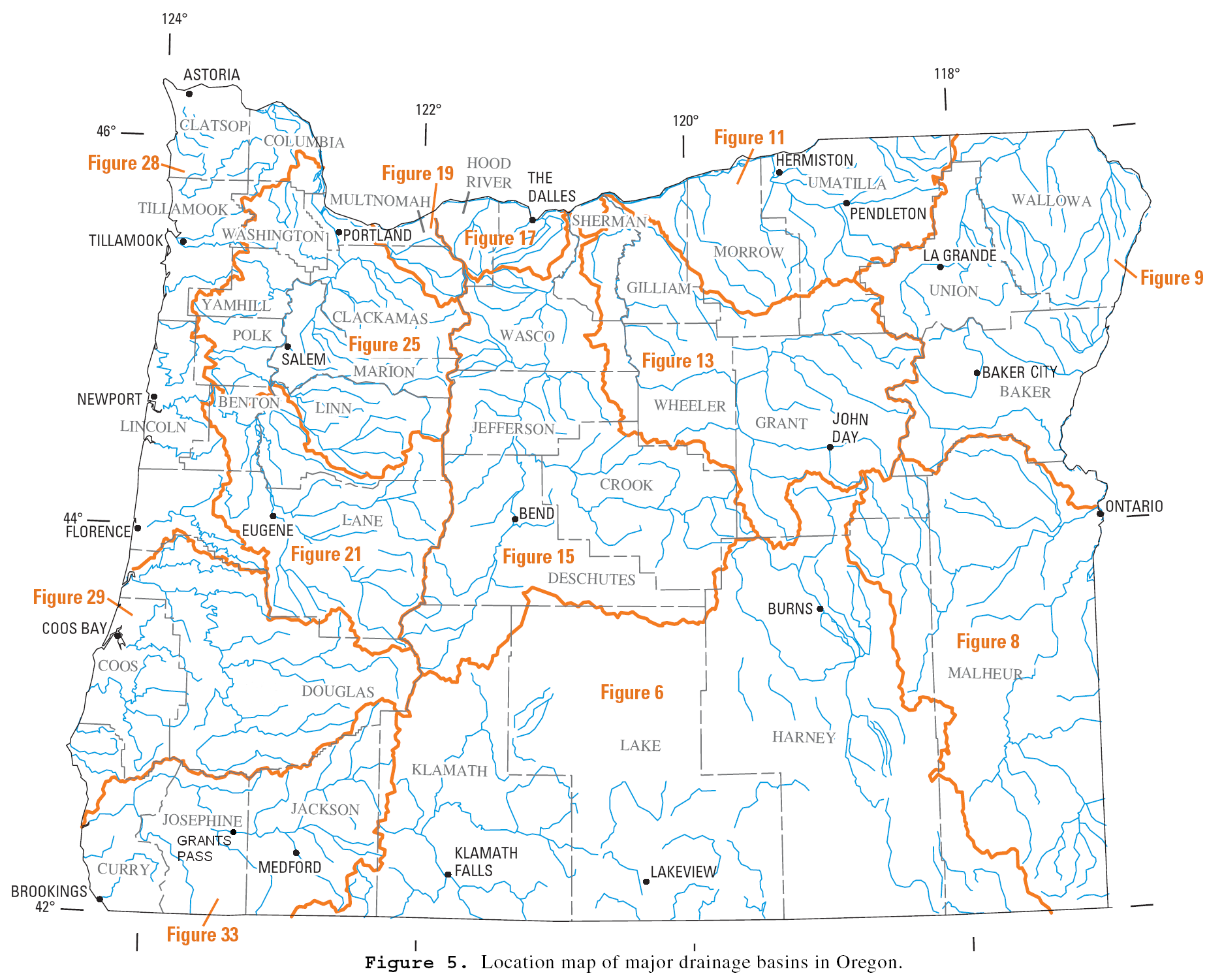
Rivieren in Oregon

Dit is een lijst van rivieren in Oregon.

## Alfabetisch
- Alsea River
- Breitenbush River
- Calapooia River
- Chetco River
- Clackamas River
- Coast Fork Willamette River
- Coos River
- Coquille River
- Columbia River
- D River
- Deschutes River
- Elk River
- Grande Ronde River
- Hood River
- Illinois River
- John Day River (ten oosten van de Cascade Range)
- John Day River (Clatsop County)
- Kilchis River
- Klamath River
- Klaskanine River
- Lewis and Clark River
- Link River
- Little Deschutes River
- Little Nestucca River
- Long Tom River
- Lost River
- Luckiamute River
- Malheur River
- Marys River
- Miami River
- Middle Santiam River
- Mohawk River
- Molalla River
- McKenzie River
- Necanicum River
- Nehalem River
- Nestucca River
- North Santiam River
- North Umpqua River
- North Yamhill River
- Owyhee River
- Powder River
- Pudding River
- Rogue River
- Salmon River - Clackamas County
- Salmon River - Lincoln County
- Salmonberry River
- Sandy River
- Santiam River
- Siletz River
- Siuslaw River
- Sixes River
- Skipanon River
- Smith River
- Snake River
- South Santiam River
- South Umpqua River
- South Yamhill River
- Sprague River
- Steamboat Creek
- Sycan River
- Tillamook River
- Trask River
- Tualatin River
- Umpqua River
- Wallooskee River
- White River
- Willamette River
- Williamson River
- Wilson River
- Yamhill River
- Yaquina River
- Youngs River

## Op zijrivier
- Columbia River
  - John Day River (noord west Oregon)
  - Willamette River
    - Clackamas River
    - Tualatin River
    - Molalla River
      - Pudding River

    - Yamhill River
      - North Yamhill River
      - South Yamhill River

    - Luckiamute River
    - Santiam River
      - North Santiam River
        - Breitenbush River

      - South Santiam River
        - Middle Santiam River

    - Calapooia River
    - Marys River
    - Long Tom River
    - McKenzie River
      - Mohawk River
      - Blue River (Oregon)

    - Coast Fork Willamette River
      - Row River
      - Big River (Oregon)

    - Middle Fork Willamette River
      - North Fork Willamette River

  - Sandy River
  - Hood River
    - East Fork Hood River
      - Dog River (Oregon)

  - Deschutes River
  - John Day River
    - North Fork John Day River
    - South Fork John Day River

  - Snake River
    - Grande Ronde River
      - Wallowa River
        - Miniam River

    - Malheur River
    - Powder River (Oregon)
      - North Powder River (Oregon)

    - Owyhee River
      - Middle Fork Owyhee
      - North Fork Owyhee
      - West Little Owyhee
- D River
- Nehalem River
  - Salmonberry River
- Yaquina River
- Siuslaw River
- Rogue River
- Umpqua River
  - North Umpqua River
  - South Umpqua River
- Klamath River

Alabama · Alaska · Arizona · Arkansas ·  Californië · Colorado · Connecticut · Delaware · Florida · Georgia · Hawaï · Idaho ·  Illinois · Indiana · Iowa · Kansas · Kentucky · Louisiana · Maine · Maryland · Massachusetts · Michigan · Minnesota · Mississippi · Missouri · Montana · Nebraska · Nevada · New Hampshire · New Jersey · New Mexico · New York ·  North Carolina · North Dakota · Ohio · Oklahoma · Oregon · Pennsylvania · Rhode Island · South Carolina · South Dakota · Tennessee · Texas · Utah · Vermont · Virginia · Washington (staat) · Washington D.C. · West Virginia · Wisconsin · Wyoming